# 하나니-위튼 전이
끈 이론에서 하나니-위튼 전이(영어: Hanany–Witten transition)는 NS5-막과 D5-막이 서로를 통과할 때, 그 사이를 잇는 D3-막이 생기거나 소멸되는 현상이다.

## 전개
{\displaystyle \mathbb {R} ^{1,2}\times M_{7}} 꼴의 시공간 위의 IIB 초끈 이론을 생각하자. 여기서 {\displaystyle M_{7}}은 7차원 콤팩트 매끄러운 다양체이다. 이 시공간에서 D5-막들이 {\displaystyle M_{7}}의 3차원 순환(cycle) {\displaystyle Y_{\text{D}}}를 감고, NS5-막들이 {\displaystyle M_{7}}의 3차원 순환 {\displaystyle Y_{\text{NS}}}를 감는다고 하자. 또한, 이 순환들의 호몰로지류가 자명하다고 하자. NS5-막은 캘브-라몽 장 {\displaystyle B_{2}}의 장세기
{\displaystyle H_{\text{NS}}/2\pi \in \Omega ^{3}(M_{7})}
를 가지고, D5-막은 라몽-라몽 장 {\displaystyle C_{2}}의 장세기
{\displaystyle H_{\text{D}}/2\pi \in \Omega ^{3}(M_{7})}
를 정의한다. 선속 양자화에 따라, 이들의 드람 코호몰로지류는 정수 코호몰로지에 속하며 ({\displaystyle [H_{\text{NS}}/2\pi ],[H_{\text{D}}/2\pi ]\in H^{3}(M_{7};\mathbb {Z} )}), 막 세계부피의 푸앵카레 쌍대에 의해 주어진다.
{\displaystyle Y_{\text{NS}}=\partial ([M_{7}]\frown H_{\text{NS}}/2\pi )}
{\displaystyle Y_{\text{D}}=\partial ([M_{7}]\frown H_{\text{D}}/2\pi )}
그렇다면 이들 순환 사이에는 연환수 {\displaystyle L(Y_{\text{NS}},Y_{\text{D}})}를 정의할 수 있다.
{\displaystyle L(Y_{\text{NS}},Y_{\text{D}})=Y_{\text{D}}\frown H_{\text{NS}}/2\pi =-Y_{\text{NS}}\frown H_{\text{D}}/2\pi \in \mathbb {Z} }
D5-막 위에서는 아벨 게이지 장세기 {\displaystyle F}가 존재한다. 이에 따라,
{\displaystyle \Lambda =B_{2}-F}
는 게이지 불변이다. 즉, 이는 대역적(global)으로 정의되는 닫힌 형식이다. (반면, {\displaystyle B_{2}}와 {\displaystyle F}는 각각 대역적으로 정의되지 못할 수 있다.) 이에 따라서
{\displaystyle H_{\text{NS}}=d\Lambda +dF}
이다. 즉, 두 5-막의 연환수는
{\displaystyle L(Y_{\text{NS}},Y_{\text{D}})=Y_{\text{D}}\frown H_{\text{NS}}/2\pi =Y_{\text{D}}\frown dF/2\pi }
이다. (부분적분에 의해 {\displaystyle Y_{\text{D}}\frown d\Lambda =0}이다.) 두 5-막이 서로를 지나치게 되면, 그 연환수가 ±1로 바뀌게 된다. 이에 따라 5-막의 교차 과정에서 D5-막 위에 {\displaystyle F}에 대한 자기 홀극이 생기게 된다. 즉, 원래 {\displaystyle F=0}이라면, 교차 뒤에는 어떤 한 점 {\displaystyle p\in M_{7}}에서 자기 홀극에 대한 맥스웰 방정식
{\displaystyle dF=2\pi \delta ^{(3)}(p)}
이 만족되게 된다. D5-막 위의 자기 홀극은 2-막이며, 이는 D5-막에 붙어 있는 D3-막으로 해석할 수 있다. D3-막은 {\displaystyle M_{7}}에서 1차원 사슬 (즉, 곡선)이다. D-막의 양끝은 다른 막이어야 하고, 한쪽 끝은 이미 D5-막에 붙어 있으므로 반대쪽 끝은 NS5-막에 붙어 있어야 한다. (만약 둘 다 D5-막에 붙어 있다면, 총 자기 홀극 자하가 0이 돼 연환수가 바뀌지 않는다.) 따라서 D5-막과 NS5-막이 교차하는 과정에서, 그 사이를 잇는 D3-막이 생성되거나 소멸됨을 알 수 있다.
만약 {\displaystyle M_{7}}이 콤팩트하지 않더라도, 외부에서 관찰한 {\displaystyle H_{3}} 자하가 일정해야 하므로 마찬가지로 하나니-위튼 전이가 발생한다.

### M이론에서의 하나니-위튼 전이
M이론에서도 마찬가지 현상이 존재한다. 이 경우, 두 개의 M5-막이 교차하는 과정에서 M2-막이 생성되게 된다. 이는 마찬가지로 {\displaystyle \mathbb {R} ^{1,1}\times M_{9}} 꼴의 시공간을 고려하여 유도할 수 있다. 두 M5-막은 {\displaystyle M_{9}}에서 각각 4차원 순환을 정의하고, 이들 사이의 연환수를 보존하기 위해서는 M5-막 위의 자기 홀극 끈, 즉 M2-막이 생성되거나 소멸되어야 한다. M-이론 하나니-위튼 전이를 축소화하면 IIB 끈 이론 하나니-위튼 전이를 얻으므로, 이는 근본적으로 같은 물리 현상이다.

## 역사
아미하이 하나니(히브리어: עמיחי חנני)와 에드워드 위튼이 1996년 3차원 {\displaystyle {\mathcal {N}}=4} 초대칭 게이지 이론의 거울 대칭을 연구하는 도중 발견하였다.